# Cagwait
Cagwait é um município de  quarta classe de renda municipal (d) na província Surigao do Sul, nas Filipinas. De acordo com o censo de 1 de maio  de  2020 possui uma população de 21 747 pessoas e 5 060 domicílios.